# Boulevard Carnot (Angers)
Pour les articles homonymes, voir Boulevard Carnot.
Le boulevard Carnot est situé dans le centre-ville d'Angers, en France.

## Situation et accès
Le boulevard Carnot est un boulevard en 3 x 3 voies, dont une voie réservée aux bus dans chaque sens, qui s'étend sur 300 mètres, du sud-est au nord-ouest dans le prolongement du boulevard Ayrault vers le boulevard Saint-Michel en reliant la place Hérault à la place Pierre-Mendès-France puis la RN 23.
Situé à l'ouest de la ville et de ce fait permet d'accéder à de nombreuses zones d'Angers du fait de ses rues adjacentes, ce qui en fait l'un des boulevards les plus chargés aux heures de pointes, en particulier le soir dès 16 heures, et ce jusqu'à 20 heures en moyenne. Le trafic est en revanche fluide ou faiblement chargé le reste du temps.
Transports en commun
Le boulevard est desservi par un unique arrêt de bus : Carnot, lignes 3 et 7.

À proximité, les extrémités du boulevard sont accessibles par d'autres arrêts de bus : Mendès-France, sur la place éponyme (2, 3, 4, 7), François-Mitterrand, sur la Place Mitterrand et le Boulevard Ayrault (3, 7) et Place Hérault (9, 10).

Depuis juin 2011, le Boulevard Carnot est accessible par la ligne A du tramway, au niveau de la station Saint-Serge Université sur la Place Mitterrand.
Voies adjacentes
- Boulevard Ayrault
- Place Hérault
- Rue Boisnet
- Place Mendès-France
- Avenue Marie Talet
- Place Mendès-France
- Boulevard Saint-Michel
- Rue pierre-Lise

## Origine du nom
Le boulevard tient son nom de Marie François Sadi, dit Sadi-Carnot (Limoges 1837 – Lyon 1894), ingénieur et ancien ministre républicain modéré devenu président sous la IIIe République en France.

## Historique
Le boulevard est précédemment connu sous le nom de boulevard des Pommiers et prend la dénomination boulevard Carnot le 25 juillet 1894, tout juste après la mort de l'ancien président.

## Bâtiments remarquables et lieux de mémoire

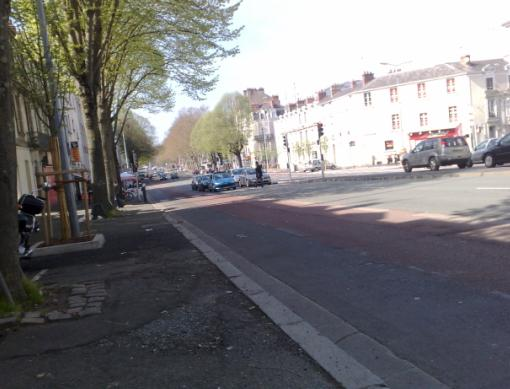
Le carrefour avec l'avenue Marie Talet, à droite.

Aucune grande structure notable n'est présente sur le boulevard à proprement parler. En revanche, il permet de rejoindre nombre d'infrastructures importantes, ce qui en fait un des boulevards angevins les plus chargés en heures de pointe :
- la RN 23, menant à Monplaisir, Paris, Nantes, Belle-Beille, etc. ;
- le jardin des plantes d'Angers ;
- le palais des congrès d'Angers ;
- le lycée Joachim-du-Bellay ;
- la place Imbach, ayant un accès direct au plateau piétonnier du centre-ville angevin (place du Pilori, rue Lenepveu) ;
- la zone tertiaire Saint-Serge (faculté de Droit, d'économie et de gestion ; immeuble Saint-Serge ; résidences universitaires privées ; bibliothèque universitaire ; multiplexe Gaumont Saint-Serge...) ;
- le centre hospitalier universitaire d'Angers et la place de la Rochefoucault-Liancourt situés après le pont de la Haute-Chaîne en directions de Belle-Beille, Avrillé et Rennes.